# Neilson Poe (football américain)
Pour les articles homonymes, voir Poe et Neilson Poe (homonymie).
Neilson Poe, alias Net Poe, est un joueur de football américain des Tigers de Princeton, né le 1er octobre 1876 à Baltimore (Maryland) et mort le 22 septembre 1963. Il joue sur le terrain de Princeton en 1895 et 1896, avant de devenir, quelques années plus tard, entraîneur de football américain dans cette école. Il est l'un des « frères Poe », quatre frères, fils de John Prentiss Poe, et deux cousins qui ont été de célèbres joueurs de football américain à l'université de Princeton entre 1882 et 1901. Neilson est sorti diplômé de Princeton en 1897.
Durant la Première Guerre mondiale, il sert dans l'infanterie de l'armée de terre des États-Unis avec le grade de lieutenant. En 1917, à l'âge de 41 ans, il va à Plattsburgh pour un entraînement d'officiers. En 1918, il prend part à la seconde bataille de la Marne, au cours de laquelle son officier supérieur est tué. Lui-même est blessé pendant la bataille — il a reçu une balle dans l'estomac et plusieurs éclats d'obus —, mais demeure à son poste, avec ses hommes, dans les tranchées, pendant 24 heures. Il passe le reste de la guerre dans un hôpital. Il est décoré de la Croix de guerre et de la Distinguished Service Cross.
Après la guerre, il retourne à Princeton, où il travaille comme entraîneur de 1919 jusqu'à sa mort, en 1963. Durant ces années, il réside dans la chambre 24 du Nassau Inn.